# Euphorbia neococcinea
Euphorbia neococcinea es una especie fanerógama perteneciente a la familia de las euforbiáceas. Es endémica de Tanzania.

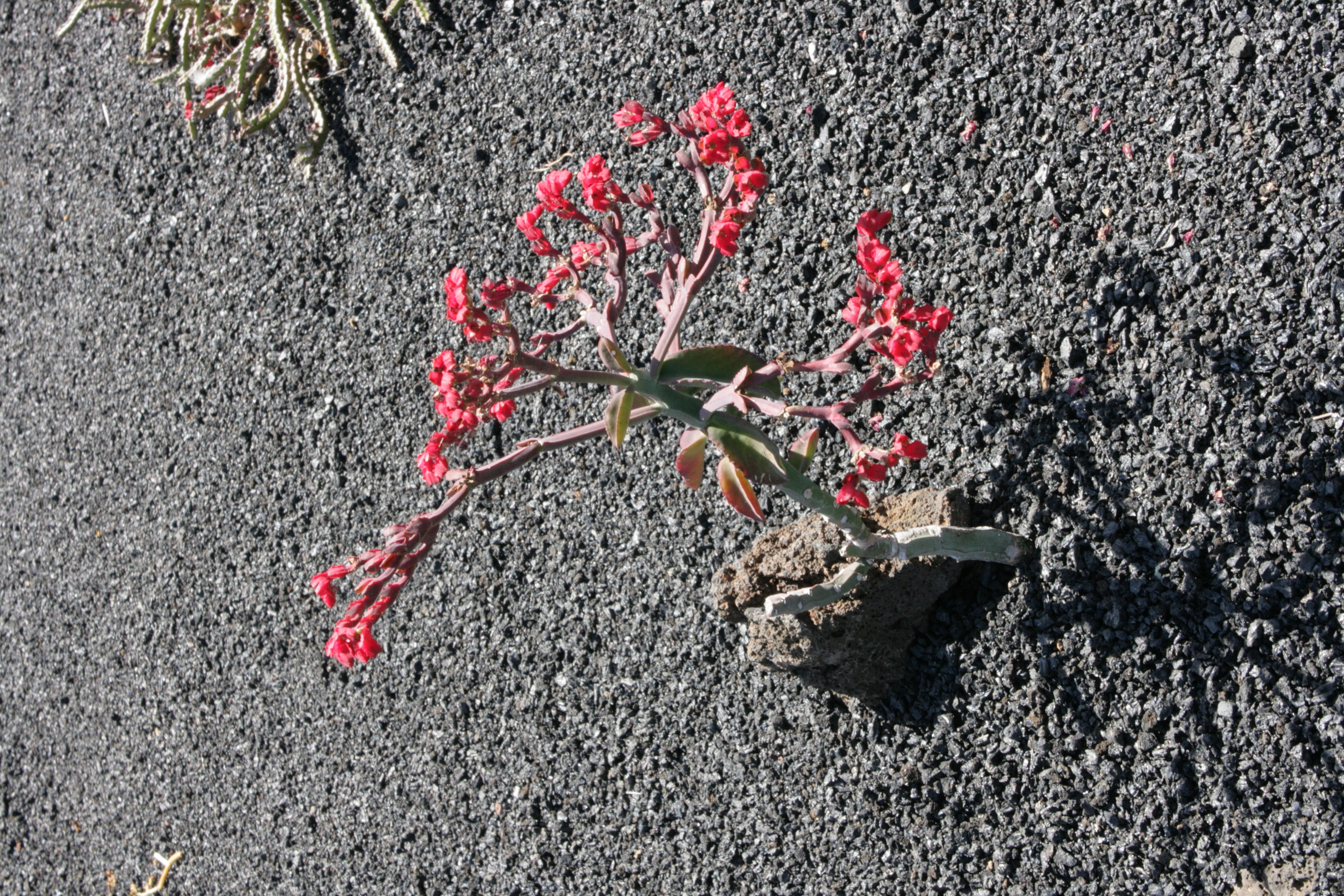
Vista de la planta

## Descripción
Es una planta suculenta hierba perennifolia, con una raíz tuberosa y carnosa; tiene 1-4 tallos erectos o rastreros que alcanzan un tamaño de 1,3 m de altura, 1-1,5 cm de espesor, con 5 crestas longitudinales y cicatrices foliares callosas y prominentes.

## Ecología
Se encuentra en la playa rocosa y el suelo en bosques y matorrales de Brachystegia de hoja caduca; a una altitud de 1165-1550 metros.
Especie de fácil cultivo (con brillante inflorescencias de color rojo).

## Taxonomía
Euphorbia neococcinea fue descrita por Peter Vincent Bruyns y publicado en Taxon 55: 413. 2006.
Etimología
Euphorbia: nombre genérico que deriva del médico griego del rey Juba II de Mauritania (52 a 50 a. C. - 23), Euphorbus, en su honor – o en alusión a su gran vientre –  ya que usaba médicamente Euphorbia resinifera. En 1753 Carlos Linneo asignó el nombre a todo el género.
neococcinea: epíteto latino compuesto de neo = "nuevo" y coccinea = "escarlata".
Sinonimia
- Monadenium coccineum Pax	[5]